# Liste der Kulturdenkmäler in Nieder-Hilbersheim
In der Liste der Kulturdenkmäler in Nieder-Hilbersheim sind alle Kulturdenkmäler der rheinland-pfälzischen Ortsgemeinde Nieder-Hilbersheim aufgeführt. Grundlage ist die Denkmalliste des Landes Rheinland-Pfalz (Stand: 3. April 2024).

## Einzeldenkmäler
| Bezeichnung                                          | Lage                                                                              | Baujahr                            | Beschreibung | Bild                           |
| ---------------------------------------------------- | --------------------------------------------------------------------------------- | ---------------------------------- | --- | ------------------------------ |
| Spolie                                               | Hauptstraße, an Nr. 45 Lage                                                       | 1785                               | Torbogenschlussstein, bezeichnet 1785                                                                                             | BW                             |
| Evangelische Kirche                                  | Hauptstraße 47 Lage                                                               | 1614                               | nachgotischer Saalbau mit älteren Teilen, bezeichnet 1614, 1745/46 erneuert; romanische Spolie wohl vom Ende des 11. Jahrhunderts | weitere Bilder Fotos hochladen |
| Hofanlage                                            | Hauptstraße 53 Lage                                                               | 19. Jahrhundert                    | Hofanlage, 19. Jahrhundert; nachbarocker Krüppelwalmdachbau, teilweise Fachwerk, bezeichnet 1812, Toranlage bezeichnet 1811       | weitere Bilder Fotos hochladen |
| Katholische Kirche der Allerseligsten Jungfrau Maria | Kapellenstraße 24 Lage                                                            | 1862                               | Saalbau, 1862 | weitere Bilder Fotos hochladen |
| Hofanlage                                            | Kreisstraße 17 Lage                                                               | zweite Hälfte des 19. Jahrhunderts | Vierseithof, zweite Hälfte des 19. Jahrhunderts; stattlicher Walmdachbau, vor 1877                                                | weitere Bilder Fotos hochladen |
| Wasserbehälter                                       | östlich des Ortes an der Straße nach Engelstadt (K 17); Flur Über dem Heuweg Lage | 1905                               | kubischer Bossenquadertypenbau, bezeichnet 1905                                                                                   | weitere Bilder Fotos hochladen |